# Großschönau (Németország)
Großschönau település Németországban, azon belül Szászország tartományban. Lakosainak száma 5179 fő (2023. december 31.). Großschönau Varnsdorf, Mařenice és Dolní Podluží községekkel határos.

## Népesség
A település népességének változása:
| Lakosok száma | 6072 | 5465 | 5465 | 5230 | 5276 | 5179 |
|               | 2010 | 2017 | 2019 | 2021 | 2022 | 2023 |